# World Team Challenge 2015
Die 14. World Team Challenge 2015 (offiziell: IKK classic Biathlon World Team Challenge auf Schalke 15) war ein Biathlonwettbewerb, der am 28. Dezember 2015 in der Veltins-Arena in Gelsenkirchen stattfand.
Gewonnen hat das französische Team Marie Dorin-Habert und Martin Fourcade.
Das erstplatzierte Team erhielt eine Siegprämie in Höhe von 28.000 Euro. Für die Zweiten gab es 22.000 Euro und für die Dritten 20.000 Euro. Der 4. Platz wurde mit 18.000 Euro, der 5. Platz mit 16.000 Euro, der 6. Platz mit 12.000 Euro, sowie der 7. bis 10. Platz mit jeweils 10.000 Euro vergütet.

## Teilnehmer
Es gingen zehn Teams aus neun Nationen an den Start. Gastgeber Deutschland war mit zwei Teams vertreten.

## Ergebnisse

### Massenstart
| Platz | Name                                             | Land        | Zeit    |
| ----- | ------------------------------------------------ | ----------- | ------- |
| 1     | Jekaterina Jurlowa-Percht / Jewgeni Garanitschew | Russland    | 33:47,6 |
| 2     | Walentyna Semerenko / Serhij Semenow             | Ukraine     | +12,8   |
| 3     | Marie Dorin-Habert / Martin Fourcade             | Frankreich  | +14,3   |
| 4     | Vanessa Hinz / Simon Schempp                     | Deutschland | +15,2   |
| 5     | Lisa Hauser / Simon Eder                         | Österreich  | +37,7   |
| 6     | Teja Gregorin / Jakov Fak                        | Slowenien   | +51,6   |
| 7     | Gabriela Koukalová / Ondřej Moravec              | Tschechien  | +53,1   |
| 8     | Franziska Hildebrand / Erik Lesser               | Deutschland | +1:03,6 |
| 9     | Dorothea Wierer / Lukas Hofer                    | Italien     |         |
| 10    | Emma Nilsson / Tobias Arwidson                   | Schweden    |         |

### Verfolgung
| Platz | Name                                      | Land        | Zeit    |
| ----- | ----------------------------------------- | ----------- | ------- |
| 1     | Marie Dorin-Habert / Martin Fourcade      | Frankreich  | 33:57,6 |
| 2     | Gabriela Soukalová / Ondřej Moravec       | Tschechien  | +12,6   |
| 3     | Vanessa Hinz / Simon Schempp              | Deutschland | 22,2    |
| 4     | Jekaterina Jurlowa / Jewgeni Garanitschew | Russland    | +29,6   |
| 5     | Walentyna Semerenko / Serhij Semenow      | Ukraine     | +31,7   |
| 6     | Lisa Hauser / Simon Eder                  | Österreich  | +46,8   |
| 7     | Franziska Hildebrand / Erik Lesser        | Deutschland | +1:46,8 |
| 8     | Teja Gregorin / Jakov Fak                 | Slowenien   | +1:57,6 |
| 9     | Dorothea Wierer / Lukas Hofer             | Italien     | +2:27,1 |
| 10    | Emma Nilsson / Tobias Arwidson            | Schweden    | +2:55,3 |